# Miyako Tanaka
Pour les articles homonymes, voir Tanaka.
Miyako Tanaka (田中 京, Tanaka Miyako), née le 20 février 1967, est une nageuse synchronisée japonaise.

## Carrière
Lors des Jeux olympiques de 1988 à Séoul, Miyako Tanaka remporte en duo avec Mikako Kotani la médaille de bronze olympique. Elle participe aussi à l'épreuve individuelle durant ces Jeux.